# Melrose (Ohio)
Melrose è un villaggio degli Stati Uniti d'America, situato nello stato dell'Ohio, nella contea di Paulding.